# Heterometrus serratus
Heterometrus serratus ist ein im Süden Sri Lankas vorkommender Skorpion aus der Familie Scorpionidae.

## Beschreibung
Heterometrus serratus ist ein 100 bis 130 Millimeter langer Skorpion mit rötlich oder grünlich schimmernder schwarzer Grundfarbe der adulten Tiere. Der Carapax ist überwiegend glatt und hat nur an den Rändern wenige Granulen. Die Kämme des Kammorgans haben bei beiden Geschlechtern 12 bis 15 Zähne. Das zweite Segment des Metasomas ist etwa gleich lang wie breit. Das vierte Segment ist kürzer und das fünfte etwa gleich lang wie die Femora der Pedipalpen. Die Chelae der Pedipalpen sind lappenförmig und bei den männlichen Tieren geringfügig schmaler, mit einem Verhältnis von Länge zu Breite von 1,8 bis 1,95 zu 1. Bei den weiblichen Tieren beträgt das Verhältnis etwa 1,7 zu 1. Die Chelae sind behaart und mit runden Granulen bedeckt, die in Reihen angeordnet sein können, aber keine Kiele formen. Das Telson hat eine Giftblase, die für gewöhnlich länger als der Giftstachel ist.
Heterometrus serratus ähnelt in seiner Morphologie der Art Heterometrus indus, die ebenfalls auf Sri Lanka endemisch ist. Während die Kanten der Segmente des Metasomas bei Heterometrus serratus gezahnt sind, sind sie bei Heterometrus indus glatt. Heterometrus serratus hat stets Granulen am Rand des Carapax, die Chelae der männlichen Tiere sind langgestreckter als die der weiblichen. Heterometrus indus hat demgegenüber auf der ganzen Fläche des Carapax keine Granulen, und bei der Form seiner Chelae zeigt er keinen Sexualdimorphismus.

## Verbreitung und Lebensraum
Als Terra typica von Heterometrus serratus wurde in der Erstbeschreibung, die auf einem einzigen Exemplar beruhte, lediglich Ceylon, der alte Name von Sri Lanka, angegeben. Nachdem im Jahr 2015 weitere Exemplare gefunden wurden, konnte die zuvor zum Synonym von Heterometrus indus erklärte Art bestätigt werden. Als Verbreitungsgebiet von Heterometrus serratus wird der Süden Sri Lankas angegeben, während Heterometrus indus das Zentrum der Insel besiedelt.

## Systematik

### Erstbeschreibung
Die Erstbeschreibung erfolgte durch Reginald Innes Pocock im Jahr 1900 nach einem männlichen Exemplar.

### Typmaterial
Der Holotyp von Heterometrus serratus, ein 125 Millimeter langer männlicher Skorpion, war lange Zeit das einzige bekannte Exemplar. Er befindet sich in der Sammlung des Natural History Museum in London.

### Etymologie
Die Erstbeschreibung enthält keine ausdrückliche Erläuterung des gewählten Artnamens, Pocock gab jedoch an, dass die Kanten der Segmente des Metasomas stark gezahnt sind. Der Artname serratus bedeutet im Lateinischen „wie eine Säge gezahnt“.

### Synonyme (chronologisch)
- Palamnaeus serratus Pocock, 1900: der Name wurde von Pocock in seiner Erstbeschreibung vergeben, die Gattung Palamnaeus war jedoch bereits 1879 von Ferdinand Karsch zum Synonym von Heterometrus erklärt worden.[3][6]
- Heterometrus (Srilankametrus) indus indus Couzijn, 1981 (teilweise): H. W. C. Couzijn synonymisierte 1981 Heterometrus serratus mit der Nominatform von Heterometrus indus und stellte sie in die von ihm beschriebene Untergattung Srilankametrus.[7]
- Heterometrus (Srilankametrus) serratus Tikader & Bastawade, 1983: die indischen Arachnologen B. K. Tikader und D. B. Bastawade verwarfen in ihrer 1983 erschienenen Monografie über die Skorpione Indiens Couzijns Synonymisierung und gaben Heterometrus serratus den Artstatus zurück, ohne die Untergattungen Couzijns aufzuheben. Dieser taxonomischen Auffassung folgte auch der Arachnologe Victor Fet in seinem 2000 veröffentlichten Katalog der Skorpione.[8][9]
- Heterometrus indus Kovařík, 2004 (teilweise): Die Untergattung Chersonesometrus und alle anderen von Couzijn beschriebenen Untergattungen von Heterometrus wurden 2004 von František Kovařík in seiner Revision der Gattung Heterometrus aufgehoben. Darüber hinaus folgte er nach der Überprüfung des Holotypen von Heterometrus serratus der Auffassung Couzijns, dass serratus ein Synonym von indus sei.[10][11]